# Олсуфьев, Захар Дмитриевич
Захар Дмитриевич Олсуфьев 1-й (1772 — 20 марта 1835) — генерал-лейтенант российской армии, старший брат генерал-майора Н. Д. Олсуфьева, внук М. Д. Олсуфьева. В Отечественную войну 1812 года командовал 17-й пехотной дивизией во 2-м корпусе. В заграничном походе русской армии 1813—14 гг. командовал 9-м пехотным корпусом.

## Биография
Из дворян Тверской губернии. 26 сентября 1786 года начал действительную службу прапорщиком в л.-гв. Измайловском полку. В 1789—1790 гг. участвовал в русско-шведской войне, находясь на гребной флотилии. В 1795 году получает чин капитана. В 1797 произведен в полковники.
8 апреля 1798 в возрасте 25 лет произведен в генерал-майоры с назначением шефом Брянского мушкетерского полка. В 1800 уволен от службы Павлом I, снова принят на службу новым царем Александром I осенью 1801 и назначен шефом Выборгского мушкетерского полка. Отличился в битве при Аустерлице в 1805, за что награждён орденом Св. Анны 2-й степени.
В 1807 ранен картечью в ногу при Прейсиш-Эйлау (удостоился ордена Св. Владимира 3-й ст.). Под Гейльсбергом в мае 1807 атаковал и опрокинул французов, получив ранение в левую руку. Удостоен Александром I за этот подвиг Золотой шпаги с алмазами и надписью «За храбрость», от короля Прусского награждён орденом Красного орла. 
30 августа 1807 произведен в генерал-лейтенанты и назначен командовать 22-й пехотной дивизией, расквартированной в Молдавии и потом на Волыни, где женился на дочери местного помещика.
В 1809—1810 гг. сражался с турками на Дунае. В 1811 назначен начальником 17-й пехотной дивизии, вошедшей в состав 1-й Западной Армии.

В 1812 сражался с французами под Смоленском, при Валутиной горе и отличился в Бородинском сражении. Награждён 20 октября 1812 орденом Св. Георгия 3-го кл. № 244 
В награду за мужество и храбрость, оказанные в сражении против французских войск 26-го августа при Бородине.
 В Тарутинском сражении занял место убитого генерала К.Ф. Багговута и командовал 2-м пехотным корпусом, награждён за этот бой орденом Св. Владимира 2-й ст. Сражался с французами под Малоярославцем, Вязьмой и Красным (награждён вторично Золотой шпагой с алмазами), в 1813 г. — при Бауцене (награждён алмазными знаками к ордену Св. Анны 1-й ст.), Кацбахе и Лейпциге.
В 1814 году участвовал в сражениях при Бриенне и Ла-Ротьере. 10 февраля 1814, командуя 9-м пехотным корпусом под Шампобером, был окружен превосходящими силами французов, ранен в штыковом бою, взят в плен и представлен Наполеону. Наполеон предложил Олсуфьеву обратиться с просьбой к Александру I обменять его на пленённого в 1813 году французского генерала Вандама, но Олсуфьев отверг это предложение. Из плена был освобожден через несколько недель после взятия союзными войсками Парижа. По возвращении в Россию в конце 1814 вернулся к исполнению обязанностей командира 17-й пехотной дивизии.
В 1820 назначен присутствовать в Сенате, но в следующем 1821 потерял речь в результате паралича и лишился возможности заниматься деятельностью. В 1831 года уволен формально в отставку с пенсией. Умер от апоплексического удара 20 марта 1835 года, на 62 году от рождения.
Похоронен в Новодевичьем монастыре, позже его прах был перенесен на кладбище около церкви Рождества Христова в селе Горицы Корчевского уезда (в настоящее время Кимрский район Тверской области). В советское время храм был полностью разрушен, а склеп Олсуфьева разорен.

## Семья
В браке с Ангеликой Войновной Понинской (1788—1868), дочерью волынского помещика, имел пятерых дочерей: Теофилия (1807—1871), Доминика (1808—1894), Екатерина (1810—?, в замужестве Демидова), Анжелика (1814—1888) и Софья (1819—?). Первая, вторая и третья дочери умерли в девичестве. Мать их похоронена на иноверческом кладбище на Введенских горах.